# Delirium (película)
Delirium es una película argentina del año 2014, escrita y dirigida por Carlos Kaimakamian Carrau y protagonizada por Ricardo Darín como él mismo.

## Sinopsis
Cansado y agobiado por la rutina de su trabajo en un kiosco, Federico busca despertar en sus amigos, Mariano y Martín, la llama interna necesaria para llevar a cabo un cambio en sus vidas. Federico cree descubrir que una de las mejores vías para lograr dinero rápido es la producción de una película. Y aunque no tiene la menor idea de lo que está hablando, las estadísticas que encuentra en internet de varias productoras internacionales lo terminan de convencer. 

## Producción
Delirium es la primera película de Carlos Kaimakamian Carrau. Se estrenó cuando Relatos salvajes, otra película de Darín, todavía estaba en cines.
La película, también presenta a Susana Giménez como la presidente de Argentina. Anteriormente, ya era actriz en el pasado, pero no había participado en ninguna película de los últimos 5 años.

## Reparto[4]
- Ricardo Darín como él mismo.
- Miguel Di Lemme como Federico.
- Ramiro Archain como Martín.
- Emiliano Carrazzone como Mariano.
- Susana Giménez como Presidente de la Nación.
- Diego Torres como él mismo.
- Guillermo Andino como él mismo.
- Facundo Pastor como él mismo.
- Cecilia Laratro como ella misma.
- Catalina Dlugi como ella misma.
- Julio Bazán como él mismo.
- Germán Paoloski como él mismo.
- Mónica Gutiérrez como ella misma.
- Juan Miceli como él mismo.
- Sergio Lapegüe como él mismo.
- Débora Pérez Volpin como ella misma.
- Negra Vernaci como ella misma.
- Hernan Jimenez Como Pedro
- Ruben Panunzio Como Robert De Niro

## Recepción
La película consiguió críticas mixtas a negativas. Muchos aclaman que la idea es ingeniosa, pero que está mal ejecutada.

## Taquilla
La película, en su primera semana, comenzó en cuarto lugar con una recaudación de  $ 2.161.040 de pesos, con un total de 47.356 espectadores en 94 pantallas. La película finalizó su recorrido comercial con 93.973 espectadores.

## Home Video
AVH lanzó el DVD de la película en agosto del 2015. Incluye como extras el tráiler del cine y 3 promo clips que se usaron para promocionar el filme, trae de carácterisiticas especiales audio español 5.1 y subtítulos en español e inglés con pantalla widerscreen. Se relanzó en diciembre del mismo año.